# Tipula hova
Tipula hova är en tvåvingeart som beskrevs av Alexander 1920. Tipula hova ingår i släktet Tipula och familjen storharkrankar.
Artens utbredningsområde är Madagaskar. Inga underarter finns listade i Catalogue of Life.